# Keepon

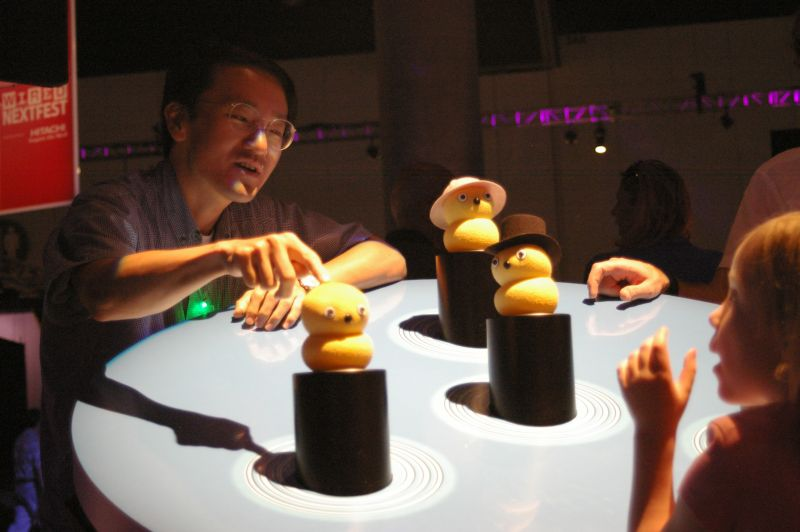
Hideki Kozima führt Keepon vor

Keepon ist ein kleiner Therapieroboter, der 2003 am National Institute of Information and Communications Technology (NICT) in Kyōto, Japan im Rahmen des Infanoid-Projekts entwickelt wurde. Der Roboter wurde zum Erlernen von sozialer Interaktion, insbesondere bei autistischen Kindern entwickelt.
Keepon wird von vier Motoren bewegt und besitzt als Sensorik zwei Kameras als Augen und ein Mikrofon als Nase. Mithilfe der Kameras und des Mikrofons kann Keepon Stimmen und Gesichter erkennen und dadurch gezielt Blickkontakt mit umstehenden Personen aufnehmen.
Keepon hat mehrere internationale Preise gewonnen, den Robots at Play Prize in Dänemark, den Best Interactive Demonstration Award in Korea und den Preis First Grand Challenge in Human-Robot Interaction auf der ICRA 2008 in Kalifornien.